# Івар
Івар (давньоскан.Ívarr, «воїн-захисник») — скандинавське чоловіче ім'я.
Похідні
- Івер (норв. Iver) — норвезький варіант.
- Івор (англ. Ivor) — англійський варіант
- Інгвар (давньоскан. Ingvar; давньоангл. Hyngwar) — скандинавський варіант, відповідник слов'янського Ігор (Ігор Рюрикович).
- Іомар, Йомар (Iomhar) — гельський варіант
- Іварс (Ivars) — латвійський варіант
- Імар (Ímar) — ірландський варіант